# Vereniging Consument & Geldzaken
De Vereniging Consument & Geldzaken is een Nederlandse belangen- en adviesorganisatie voor de consument van financiële diensten en - producten. De vereniging is opgericht op 30 augustus 1994. De Vereniging is de rechtsopvolger van de Belangenvereniging voor Cliënten van Banken en Verzekeraars (BCBV; opgericht in 1992).
Het ledenmagazine heette tot 2012 'Geldzaken' (oplage 30.000); vanaf 2015 tot december 2018 heette het blad 'De Financiële Consument'.

## Activiteiten
In het eerste decennium van haar bestaan hield de Vereniging Consument & Geldzaken zich voornamelijk bezig met individuele advisering aan haar leden. Tevens was zij uitgever van diverse losse publicaties, zoals 'Beleggingsfondsen onder de loep (1998)' en 'Wegwijzer autoverzekeringen' (2000).
In 2003 startte de vereniging een collectieve rechtszaak tegen verzekeraar AEGON over het effectenleaseproduct 'Sprintplan'. In april 2005 volgde een rechtszaak tegen Groeivermogen N.V. over een zestal verschillende effectenleaseproducten van Fortis/Groeivermogen.